# Molophilus (Molophilus) picturatus
Molophilus (Molophilus) picturatus is een tweevleugelige uit de familie steltmuggen (Limoniidae). De soort komt voor in het Australaziatisch gebied.